# Bernard Larhant
Bernard Larhant, né le 17 mai 1955 à Quimper, dans le Finistère, est un écrivain français de Bretagne auteur de romans policiers, verbicruciste retraité depuis juin 2022.
Après trente années passées dans le Sud-Ouest, il devient créateur de jeux de lettres : mots croisés, mots fléchés…, dans différentes publications, par le biais de la société RCI-Jeux,. Avec notamment, en 2011, une grille de mots fléchés de 10 000 cases qui sera commercialisée,.
C'est en 2006 qu'il publie son premier roman La Croisée des maux, chez Art Média Éditions (à présent Arphilvolis), une histoire intimiste narrant la rencontre de deux écorchés de la vie.
Désormais installé à Plomelin (Finistère), il publie depuis 2009, aux Éditions Alain Bargain, une série de romans policiers mettant en scène le capitaine Paul Capitaine et le lieutenant Sarah Nowak. Deux volumes de la série sont édités chaque année.
Il est membre du collectif Les Plumes du Paon, qui vise à promouvoir la production littéraire du Pays Bigouden.

## Œuvres
1. 2006 :  La Croisée des Maux, Art Média Éditions (à présent Arphilvolis), 2006, 184 p. (ISBN 978-2-914002-21-9)
2. 2012 :  Sang d'encre au Mans, Quimper, Éditions Alain Bargain, 2012, 350 p. (ISBN 978-2-35550-118-0)
3. 2020 :  Crus Bourgeois, Bordeaux, 2020, 349 p. (ISBN 979-8-65417-662-2)
4. 2020 :  La Promesse de Scanie, 2020, 183 p. (ISBN 979-8-56189-443-5)
5. 2021 :  Saut de l'ange à la Quebrada, 2021, 290 p.
6. 2021 :  Une femme effacée, 2021, 319 p.
7. 2021 :  Naufrages, 2021, 336 p. (ISBN 979-8-51658-542-5)
8. 2021 :  Souricières, 2021, 262 p. (ISBN 979-8-77286-577-4)
9. 2022 :  Une dette de longue date, 2022, 387 p. (ISBN 979-8-83740-224-1)
10. 2024 :  Tête de cuvée, 2024, 274 p. (ISBN 979-8-88374-714-3)
11. 2025 :  La Fiancée de Sagarmatha, BLH Editions, 2025, 248 p. (ISBN 978-2-49089-242-6)

### Pentalogie Nantaise
1. 2018 : Dans les frissons de Nantes, Quimper, Éditions Alain Bargain, 2018, 350 p. (ISBN 978-2-35550-255-2)
2. 2019 : Diabolo Nantes, Éditions Alain Bargain, 2019 (ISBN 978-2-35550-277-4)
3. 2020 : Loire, c'est noir, Éditions Alain Bargain, 2020 (ISBN 978-2-35550-800-4)
4. 2021 : Mort sur Erdre, Éditions Alain Bargain, 2021 (ISBN 978-2-355-50819-6)
5. 2022 : Coups de maîtres à Nantes, Éditions Alain Bargain, 2022 (ISBN 978-2-355-50841-7)

### Série Paul Capitaine et Sarah Nowak 24/24
1. 2009 :  Quimper sur le gril, Quimper, Éditions Alain Bargain, 2009, 255 p. (ISBN 978-2-35550-038-1) [8]
2. 2009 :  Douarnenez, piège à Mouettes, Quimper, Éditions Alain Bargain, 2009, 238 p. (ISBN 978-2-35550-056-5)
3. 2010 :  Les Galets de Tréguennec, Quimper, Éditions Alain Bargain, 2010, 254 p. (ISBN 978-2-35550-065-7)
4. 2010 :  Les Bas-fonds de Quimper, Quimper, Éditions Alain Bargain, 2010, 318 p. (ISBN 978-2-35550-075-6)
5. 2011 :  Pas de pardon à Locronan, Quimper, Éditions Alain Bargain, 2011, 285 p. (ISBN 978-2-35550-086-2)
6. 2012 :  Psychose sur Bénodet, Quimper, Éditions Alain Bargain, 2012, 285 p. (ISBN 978-2-35550-104-3)
7. 2013 :  La Torche entre deux eaux, Quimper, Éditions Alain Bargain, 2013, 285 p. (ISBN 978-2-35550-131-9)
8. 2013 :  Du pastis dans l'Odet, Quimper, Éditions Alain Bargain, 302 p. (ISBN 978-2-35550-143-2)
9. 2014 :  Les Ombres du Rennes-Quimper, Quimper, Éditions Alain Bargain, 2014, 302 p. (ISBN 978-2-35550-152-4)
10. 2014 :  La Madone du Faouët, Quimper, Éditions Alain Bargain, 2014, 286 p. (ISBN 978-2-35550-162-3)
11. 2015 :  Effet domino à Concarneau, Quimper, Éditions Alain Bargain, 349 p. (ISBN 978-2-35550-177-7)
12. 2015 :  Le Môme de Fouesnant, Quimper, Éditions Alain Bargain, 2015, 302 p. (ISBN 978-2-35550-191-3)
13. 2016 :  Hors-la-loi à Groix, Quimper, Éditions Alain Bargain, 270 p. (ISBN 978-2-35550-202-6)
14. 2016 :  Omerta bigoudène, Quimper, Éditions Alain Bargain, 318 p. (ISBN 978-2-35550-213-2)
15. 2017 :  Alliance explosive à Audierne, Quimper, Éditions Alain Bargain, 2017, 318 p. (ISBN 978-2-35550-223-1)
16. 2017 : Jeux pervers à Quimper, Quimper, Éditions Alain Bargain, 2017, 255 p. (ISBN 978-2-35550-234-7)
17. 2018 : Chasse à l'homme au Ménez-Hom, Quimper, Éditions Alain Bargain, 2018, 301 p. (ISBN 978-2-35550-245-3)
18. 2019 : Manhattan-Tréboul, Quimper, Éditions Alain Bargain, 2019, 350 p. (ISBN 978-2-35550-265-1)[9]
19. 2020 : Tragédie à L'Ile-Tudy, Quimper, Éditions Alain Bargain, 312 p. (ISBN 978-2-35550-288-0)[10],[11]
20. 2021 : Stress de Brest à Trévarez, Éditions Alain Bargain, 2021, 312 p. (ISBN 978-2-35550-810-3)[12]
21. 2022 :  Ricochets sur l'Odet, Éditions Alain Bargain, 2022, 312 p. (ISBN 978-2-35550-829-5)
22. 2023 :  Quimper, rive gauche, rive droite, Éditions Alain Bargain, 2023, 288 p. (ISBN 978-2-35550-849-3)
23. 2024 :  Traquenard à Penmarc'h, Éditions Alain Bargain, 2024, 264 p. (ISBN 978-2-35550-871-4)
24. 2025 :  Paul Capitaine règle ses comptes, Éditions Alain Bargain, 2025, 288 p. (ISBN 978-2-35550-893-6)

### Série Agnès Delacour, profileuse
1. 2011 :  Un pavé dans la Loire, Éditions Alain Bargain, 2011, 268 p. (ISBN 978-2-35550-096-1)
2. 2023 :  L'Ondine D'Arradon, Éditions Alain Bargain, 2023, 264 p. (ISBN 978-2-35550-862-2)[13]
3. 2024 :  Entre marais et monts d’Arrée, Éditions Alain Bargain, 2024, 312 p. (ISBN 978-2-35550-883-7)

### Série La Toubibe
1. 2020 :  La Toubibe - Renaissance en Margeride, 2020, 371 p. (ISBN 979-8-56189-051-2)
2. 2023 :  La Toubibe 2 - Tourmente en Margeride, 2023

### Série Juge Violaine Chastin, Enquêtes sensibles
1. 2023 :  Le coup de Grasse, BLH Editions, 2023, 350 p. (ISBN 978-2-490892-18-1)
2. 2024 :  L'affaire "montagnes russes", BLH Editions, 2024, 374 p. (ISBN 978-2-490892-28-0)

### Traduction
1. 2020 :  (de) Quimper Flammende Bedrohung, Quimper, Éditions Alain Bargain, 2020

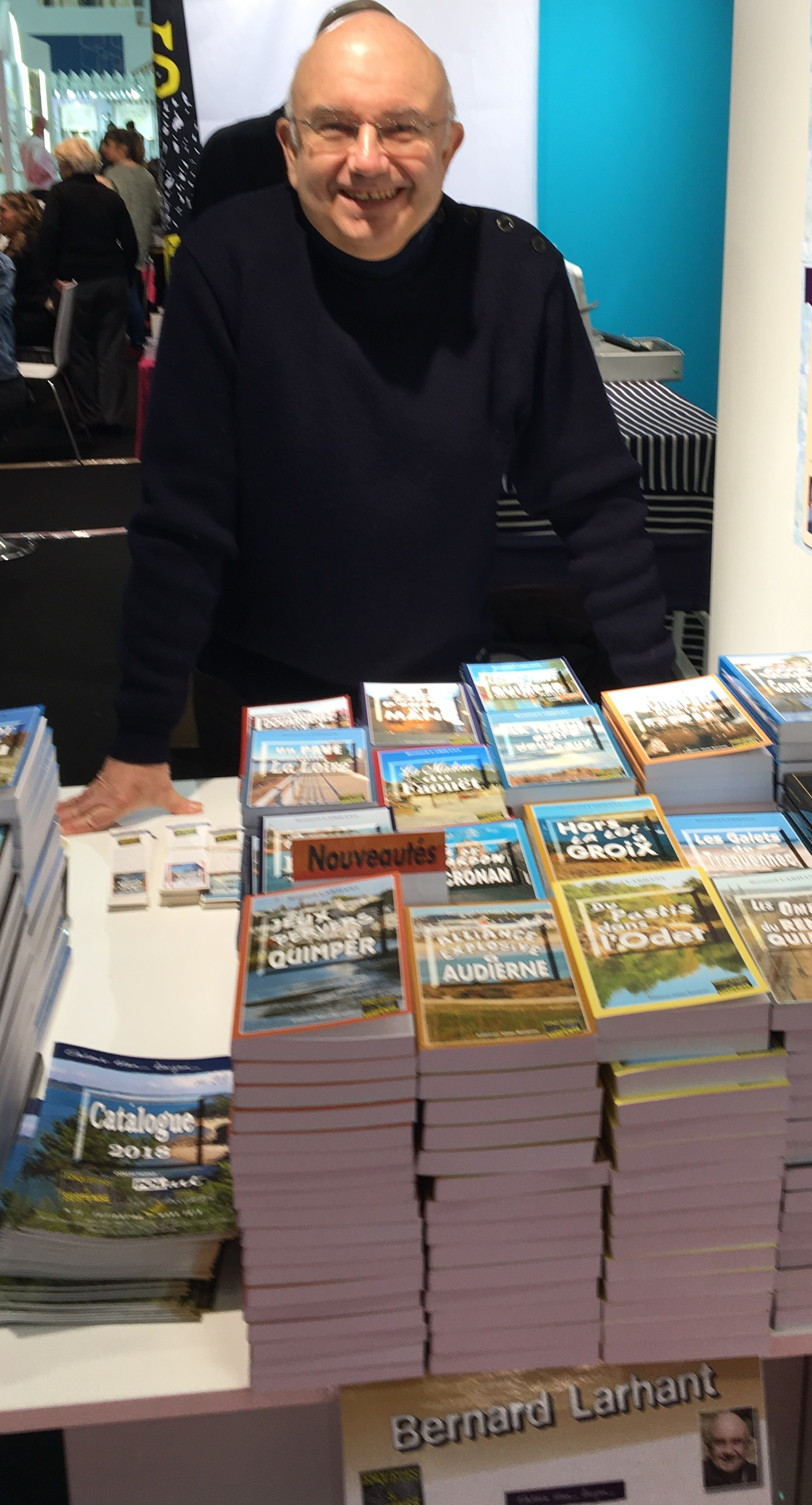
Bernard Larhant au Salon Livre Paris 2018

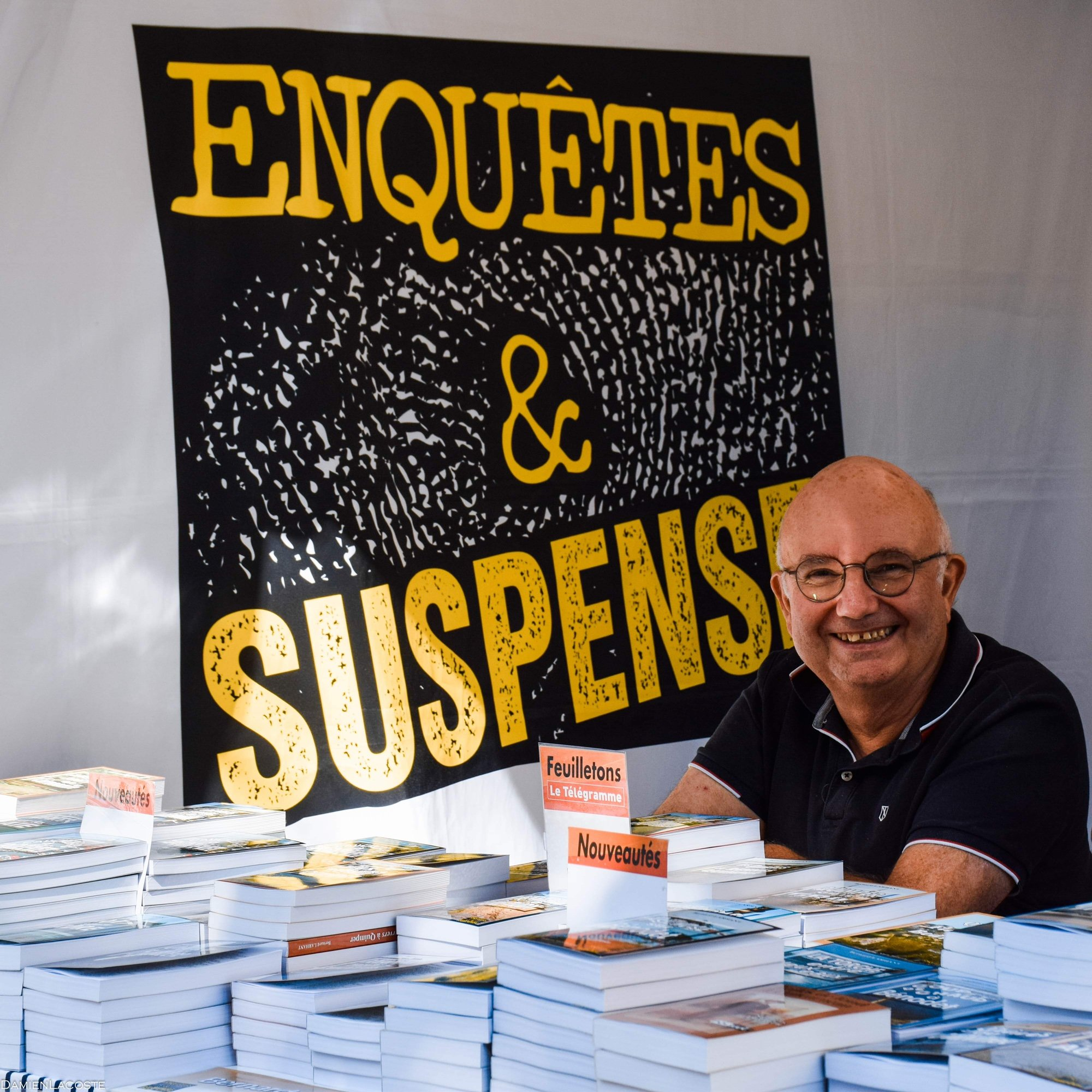
Festival de Cornouaille à Quimper - Juillet 2022 - photo de Damien Lacoste